# Gelidium corneum
Espèce
Gelidium corneum est une espèce d'algues rouges à forte valeur commerciale. Ses rameaux cartilagineux sont disposés sur un seul plan. Elle colonise l'horizon inférieur de l'estran et la zone infralittorale sur les substrats rocheux, dans les zones battues et à forte hydrodynamisme.
Elle a pour synonyme : Gelidium sesquipedale (Clemente) Thuret in Bornet & Thuret, 1876.

## Distribution
Elle se trouve dans l'Atlantique entre la Grande-Bretagne et la Mauritanie. Cependant les concentrations les plus importantes se trouvent le long des littoraux rocheux dans le sud-ouest de la France, le nord de l'Espagne, le Portugal et le Maroc.

## Utilisation commerciale
C'est une source importante d'agar-agar. Au Portugal et au Maroc, l'espèce est cueillie par des plongeurs tandis qu'en Espagne et en France on ramasse les rameaux détachés sur les plages ou à la dérive. La première méthode ne parait pas être durable, en effet les rendements et les populations sont en déclin ou se sont effondrés au Portugal depuis les années 2000. Les populations sont également en déclin au Maroc, premier producteur mondial, ce qui a entraîné des restrictions à l'export et manques sur le marché mondial notamment en ce qui concerne l'agar de qualité recherche.
Plus récemment, l'espèce est utilisée dans les cosmétiques tels que les soins et produits solaires,. Elle contient des métabolites tels que les caroténoïdes, peptides, et les acides aminés types mycosporine, avec des propriétés antioxydantes.